# Лелюсін
Лелюсін (пол. Lelusin) — село в Польщі, у гміні Хенцини Келецького повіту Свентокшиського воєводства.
У 1975-1998 роках село належало до Келецького воєводства.